# Børnebog
En børnebog er en bog, der er specielt beregnet til at tiltale børn. Børnebogen er ofte udformet på en letlæselig og pædagogisk måde og i materiale og med indhold, som er tilpasset til alt, lige fra babyens smagsfornemmelser til børn i de yngre teenageår. Børnebogen for mindre børn indeholder ofte billeder. Den for unge i 13-19 års alderen betegnes også ungdomsroman.
Børnebogen anses ofte for at være blevet til under oplysningstiden inspireret af John Locke og Jean-Jacques Rousseau. Inden da fandtes der ingen litteratur, som var beregnet særligt til børn.
Heinrich Hoffmanns Struwwelpeter på tysk fra 1844 (på dansk Den store Bastian, 1847, 1867) var en børnebog med "en løftet pegefinger", der skulle virke opdragende gennem afskrækkende historier. Bogen havde stor succes og blev oversat til mange sprog; men vi skal huske på, at det var de voksne, der valgte, hvad børnene skulle læse. 
Erich Kästners Emil und die Detektive fra 1929 (på dansk Emil og detektiverne) var et gennembrud for børnelitteratur på børnenes egne præmisser. Der er ingen løftede pegefingre, men en spændende fortælling, der er blevet filmatiseret flere gange, 1931, 1954 og 2001 i Tyskland, i 1935 i Storbritannien, i 1950 i Argentina, i 1956 i Japan, i 1958 i Brasilien og i 1964 i USA. Bogen er en fin blanding af humor, eventyr og miljøskildring. Det er også blevet til hørespil og teaterstykker. Kästner (1899-1974) regnes af mange for grundlæggeren af den moderne børnebog.